# Gunhild Ziener
Gunhild Ziener, född 1868, död 1937, var en norsk socialdemokrat, arbetar- och kvinnorättsaktivist. Hon var en av grundarna och den första ordföranden för 
Arbeiderpartiets kvindeforbund 1901, och dess tidning Arbejderkvinnen.